# كيندال غوت
كيندال غوت (بالإنجليزية: Kendall Gott)‏ هو مؤرخ عسكري أمريكي، ولد في 4 يوليو 1960.